# Gabbiano Top Team Volley Mantova
Il Gabbiano Top Team Volley Mantova è una società pallavolistica maschile di Mantova.

## Storia della società
Il Top Team Volley nasce nell’estate del 1998 quando un gruppo di amici, ex giocatori e appassionati di pallavolo decidono di acquistare un diritto sportivo di serie C. Con la denominazione SYSTEMCOPY (azienda del socio e Vice Presidente Stefano Ravanini) inizia l’avventura.
Nel 2004 il Top Team Volley passa dalla forma giuridica di semplice Associazione Sportiva Dilettantistica a quella di società a responsabilità limitata (SRL).
Nella stagione 2006-2007 arriva la promozione in serie A2. Per 4 anni i virgiliani sono protagonisti di appassionanti tornei che vedono in campo atleti di fama internazionale.
Nell’estate del 2018 si avvicina alla compagine sociale la famiglia del sig. Carlo Dodi, figura dello sport mantovano. Viene siglato un accordo con il figlio Andrea Dodi. La loro azienda Gabbiano, già nota nel mondo del volley negli anni 1990, a dicembre 2018 entra ufficialmente nel TopTeam.
Segue il cambio di denominazione da Top Team Volley Mantova a Gabbiano Top Team Volley Mantova.
La squadra, per la stagione 2019-2020, militerà nel campionato nazionale di pallavolo maschile di serie B.

## Rosa 2020-2021
| N° | Nazione            | Ruolo | Giocatore        |
| -- | ------------------ | ----- | ---------------- |
| 1  | Italia (bandiera)  | S     | Pietro Squarzoni |
| 4  | Italia (bandiera)  | O     | Luca Bigarelli   |
| 5  | Italia (bandiera)  | S     | Cristian Lorenzi |
| 6  | Italia (bandiera)  | P     | Giulio Sasdelli  |
| 7  | Italia (bandiera)  | P     | Matteo Pedroni   |
| 8  | Italia (bandiera)  | L     | Luca Catellani   |
| 10 | Romania (bandiera) | C     | Andrei Man       |
| 11 | Italia (bandiera)  | S     | Tommaso Cordani  |
| 12 | Italia (bandiera)  | C     | Matteo Zanini    |
| 14 | Italia (bandiera)  | C     | Flavio Amouah    |
| 16 | Italia (bandiera)  | S     | Edoardo Gola     |
| 17 | Italia (bandiera)  | C     | Nicola Artoni    |
| 18 | Croazia (bandiera) | O     | Zoran Peslac     |